# Удинвил
Удинвил (на английски: Woodinville) е град в окръг Кинг, щата Вашингтон, САЩ. Удинвил е с население от 9194 жители (2000) и обща площ от 14,7 km². Намира се на 12 m надморска височина. ЗИП кодът му е 98072, 98077, а телефонният му код е 425.